# Jonas Mekas
Jonas Mekas (Biržai, 1922. december 24. – New York, 2019. január 23.) amerikai-litván filmrendező.

## Filmjei
- Guns of the Trees (1962)
- Film Magazine of the Arts (1963)
- The Brig (1964)
- Empire (1964)
- Award Presentation to Andy Warhol (1964)
- Report from Millbrook (1964–65)
- Hare Krishna (1966)
- Notes on the Circus (1966)
- Cassis (1966)
- The Italian Notebook (1967)
- Time and Fortune Vietnam Newsreel (1968)
- Walden (Diaries, Notes, and Sketches) (1969)
- Reminiscences of a Journey to Lithuania (1971–72)
- Lost, Lost, Lost (1976)
- In Between: 1964–8 (1978)
- Notes for Jerome (1978)
- Paradise Not Yet Lost (vagy Oona's Third Year) (1979)
- Street Songs (1966/1983)
- Cups/Saucers/Dancers/Radio (1965/1983)
- Erik Hawkins: Excerpts from "Here and Now with Watchers"/Lucia Dlugoszewski Performs (1983)
- He Stands in a Desert Counting the Seconds of His Life (1969/1985)
- Scenes from the Life of Andy Warhol (1990)
- Mob of Angels/The Baptism (1991)
- Dr. Carl G. Jung or Lapis Philosophorum (1991)
- Quartet Number One (1991)
- Mob of Angels at St. Ann (1992)
- Zefiro Torna or Scenes from the Life of George Maciunas (1992)
- The Education of Sebastian or Egypt Regained (1992)
- He Travels. In Search of... (1994)
- Imperfect 3-Image Films (1995)
- On My Way to Fujiyama I Met… (1995)
- Happy Birthday to John (1996)
- Memories of Frankenstein (1996)
- Birth of a Nation (1997)
- Scenes from Allen's Last Three Days on Earth as a Spirit (1997)
- Letter from Nowhere – Laiskas is Niekur N.1 (1997)
- Symphony of Joy (1997)
- Song of Avignon (1998)
- Laboratorium (1999)
- Autobiography of a Man Who Carried His Memory in His Eyes (2000)
- This Side of Paradise (1999)
- Notes on Andy's Factory (1999)
- Mysteries (1966–2001)
- As I Was Moving Ahead Occasionally I Saw Brief Glimpses of Beauty (2000)
- Remedy for Melancholy (2000)
- Ein Maerchen (2001)
- Williamsburg, Brooklyn (1950–2003)
- Mozart & Wien and Elvis (2000)
- Travel Songs (1967–1981)
- Dedication to Leger (2003)
- Notes on Utopia (2003)
- Letter from Greenpoint (2004)
- 365 Day Project (2007), 30 hours in total
- Notes on American Film Director: Martin Scorsese (2007)
- Lithuania and the Collapse of USSR (2008)
- I Leave Chelsea Hotel (2009), 4 minutes
- Sleepless Nights Stories (Premiere at the Berlinale 2011)
- My Mars Bar Movie (2011)
- Correspondences: José Luis Guerin and Jonas Mekas (2011)
- Reminiszenzen aus Deutschland (2012)
- Out-takes from the Life of a Happy Man (2012)